# San Floro
San Floro és un municipi italià, situat a la regió de Calàbria i a la província de Catanzaro. L'any 2023 tenia 670 habitants. El poble és històricament un dels principals centres de la província amb relació a la producció de la prestigiosa seda catanzarenca, i avui en dia hi ha el Museu de la Seda.

## Demografia
| 1r gener 2017 | 1r gener 2018 | 1r gener 2023 |
| 731           | 730           | 670           |

## Administració
| Dates mandat | Nom de l'alcalde/ssa | Causa finalització |
| ------------ | -------------------- | ------------------ |